# Хихон
Хихо́н (исп. Gijón [xiˈxon], астур. Xixón [ʃiˈʃon]) — прибрежный промышленный город и муниципалитет в Астурии, Испания. Порт, один из крупнейших на севере Испании. Население Хихона составляет около 280 000 жителей.

## История
Люди селились в районе Хихона с древнейших времён. Раннесредневековые тексты упоминают город под названием «Хихия (Gigia)». Это был важный провинциальный римский город. Название первоначально применялось к небольшому полуострову, в настоящее время (Cimadevilla), буквально «верхний села́», между двумя пляжами, один из которых сегодня имеет рекреационный порт. Главный порт, один из крупнейших на севере Испании, называется El Musel.

## География
Город расположен в центре Астурийского побережья, от уровня моря до высоты 513 м (Picu San Martin) и 672 м (Peña de los Cuatro Jueces), граничит на западе с Карреньо, на востоке с Вильявисиосой, а на юге с Сиеро и Льянерой.
Часть Хихона находится на полуострове Симадевилла, который отделяет пляж Сан-Лоренцо и прилегающие кварталы на востоке от пляжей Пониенте и Арбеял, доков и порта на западе. Недалеко находятся другие крупные астурийские города — Овьедо (в 28 км) и Авилес (в 26 км).

## Климат
Атлантический, тёплое лето как с солнечными, так и пасмурными днями. Зимы умеренные, дождливые и ветреные, иногда выпадает снег. Очень высокая влажность.

## Население
| Год  | Жителей в пределах муниципалитета | Жителей в городе |
| ---- | --------------------------------- | ---------------- |
| 1900 | 47 000                            | 27 000           |
| 1930 | 77 000                            | 50 000           |
| 1960 | 125 000                           | 90 000           |
| 1970 | 185 000                           | 160 000          |
| 1981 | 256 000                           | 233 000          |
| 1991 | 261 000                           | 235 000          |

## Достопримечательности
- Музей волынки (The Museo de la Gaita)
- Торговая пешеходная улица Коррида (Corrida)
- Дворец Ревильяхихедо (Revillagigedo) — Центр международного искусства.
- Музей Ховельяноса (de Jovellanos) — астурийского гуманиста и политика
- Музей современного искусства Бархола (Barjola)

С 1988 года проводится литфестиваль «Неделя нуара», в рамках которого также организуется Международная встреча фотожурналистов, астурийский фестиваль научной фантастики, ранее — фестиваль магии.

## Города-побратимы
- Новороссийск, Россия (1986)
- Альбукерке (анг. Albuquerque), США
- Гавана (исп. Havana), Куба
- Ньор (фр. Niort), Франция (1982)
- Пуэрто-Вальярта (исп. Puerto Vallarta), Мексика
- Смара (исп. Smara), Западная Сахара